# 王雄昌
王雄昌（1970年11月—），浙江建德人，汉族，中国共产党党员，中华人民共和国政治人物。现任广西壮族自治区钦州市委副书记，钦州市市长。

## 人物生平
2014年至2015年，任广西壮族自治区北部湾经济区和东盟开放合作办公室副主任（2014年9月任）。
2015年至2018年，任广西壮族自治区钦州市保税港区管理委员会常务副主任、党工委副书记。
2018年至2020年，任广西壮族自治区钦州市保税港区管理委员会常务副主任、党工委副书记、钦州市委常委、副市长（2018年4月任）。
2020年至2021年，任中国（广西）自由贸易试验区钦州市港片区管理委员会常务副主任、党工委副书记、中国一马来西亚钦州产业园区管理委员会常务副主任、广西钦州保税港区管理委员会、钦州港经济技术开发区管理委员会常务副主任，钦州市委常委。
2021年，任广西壮族自治区钦州市委副书记、市人民政府市长、中国（广西）自由贸易试验区钦州港片区管理委员会主任、中国—马来西亚钦州产业园区管理委员会、广西钦州保税港区管理委员会、钦州港经济技术开发区管理委员会主任。
2025年3月21日，据广西壮族自治区纪委监委消息：钦州市人民政府市长王雄昌涉嫌严重违纪违法，目前正接受自治区纪委监委纪律审查和监察调查。2025年6月27日被罢免第十四届全国人大代表职务。